# Puebla de Don Fadrique
La Puebla de Don Fadrique (también llamada popularmente La Puebla) es una localidad y municipio español situado en la parte nororiental de la comarca de Huéscar, en la provincia de Granada, comunidad autónoma de Andalucía. Limita con los municipios granadinos de Orce y Huéscar; con el municipio albaceteño de Nerpio; con los murcianos de Moratalla y Caravaca de la Cruz; y con los almerienses de Vélez-Blanco y María. Cuenta con una población de 2202 habitantes (INE 2024). Por su término discurre el río Bravatas.
El municipio poblato es el más oriental de toda Granada, y comprende los núcleos de población de la Puebla de Don Fadrique —capital municipal— y Almaciles, siendo este último el pueblo granadino más septentrional. También cabe destacar los diseminados de Bugéjar, Casas de Don Juan, Lóbrega, Toscana —Toscana Nueva y Toscana Vieja— y Los Porcunas.

## Símbolos
La Puebla de Don Fadrique cuenta con un escudo adoptado oficialmente el 14 de abril de 2014.

### Escudo
Su descripción heráldica es la siguiente:

Jaquelado de quince piezas de plata (blanco) y azur (azul), con un yelmo al natural en abismo. Bordura componada de Castilla y León. Al timbre, corona ducal.

## Historia
En 1241 existía en este lugar un caserío denominado La Bolteruela, dependiente de Huéscar. En 1488 los Reyes Católicos reconquistaron la zona de la actual comarca oscense, en el Reino de Granada, estando al mando de la frontera Don Fadrique Álvarez de Toledo, II duque de Alba.
En 1495 se ofrecieron estas tierras en señorío a Luis de Beaumont, segundo conde de Lerín y condestable de Navarra, el cual trajo a gentes de Navarra con sus costumbres. El 23 de octubre de 1513, tras conseguir Don Fadrique la ocupación del Reino de Navarra, se le dio en señorío este territorio, hecho que no gustó a la población mudéjar, mayoritaria en Huéscar, que era el centro del señorío. El malestar hizo que Don Fadrique se refugiara con un puñado de cristianos viejos en La Bolteruela, y que el 9 de noviembre de 1525 le diera su nombre a esta aldea que él mismo hizo prosperar y que repobló con navarros, castellanos y murcianos. La población navarra trajo consigo numerosas tradiciones, como la devoción a las santas patronas Alodía y Nunilón, bailes típicos y apellidos del norte de la península, como Aguirre, Amurrio, Beteta, Egea/Ejea, Irigaray, Ondoño, Pageo/Pajeo, Penalva, Peralta, Sola, Tristante, Tudela, Ujaque y los numerosos Navarro.

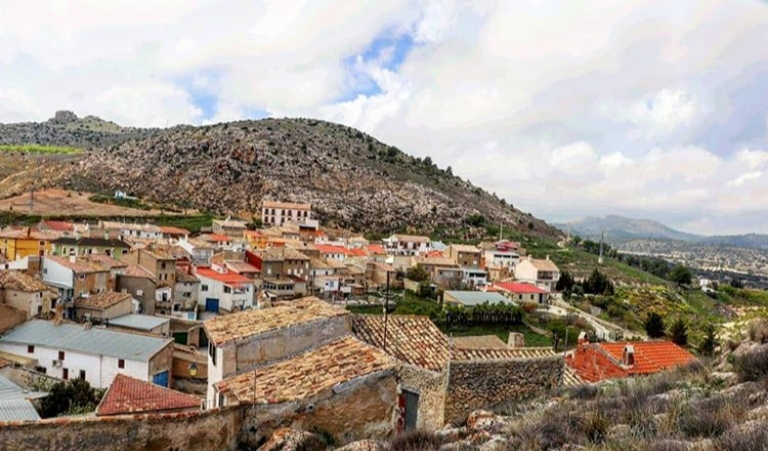
Vista de la pedanía de Almaciles

La Puebla sufrió un espectacular crecimiento demográfico desde inicios del siglo XVI a pesar de que no se hizo una repoblación ordenada, ni a nivel del rey ni señorial. No se repartieron lotes ni se hicieron suertes de población, lo cual era algo inusual en el contexto del Reino de Granada. También es inédita su condición de villa poblada por cristianos viejos en su inmensa totalidad, frente al resto de la comarca de Huéscar donde los descendientes de los naturales nazaríes fueron mayoría hasta inicios del siglo XVII. Los pobladores llegaron casi todos de los reinos vecinos (Murcia y Jaén) así como de poblaciones limítrofes del propio reino granadino como Orce, Huéscar —cabeza del señorío como se ha dicho— y Los Vélez.[cita requerida] La tercera gran peculiaridad de la historia de Puebla de Don Fadrique durante la Edad Moderna es la ausencia de conflictividad: una vez superados los movimientos comuneros, la villa no conoció ni las matanzas y batallas que azotaron al resto del Levante Granadino durante la rebelión morisca, ni los sangrientos bandos y luchas entre familias rivales de la cercana Huéscar.
Ya en el siglo XIX se produjo un notable cambio urbanístico, consiguiendo segregarse de Huéscar y obteniendo el título de villa con su término municipal. Hasta 1916, el municipio toledano de La Villa de Don Fadrique tenía el mismo nombre que esta localidad.

## Geografía

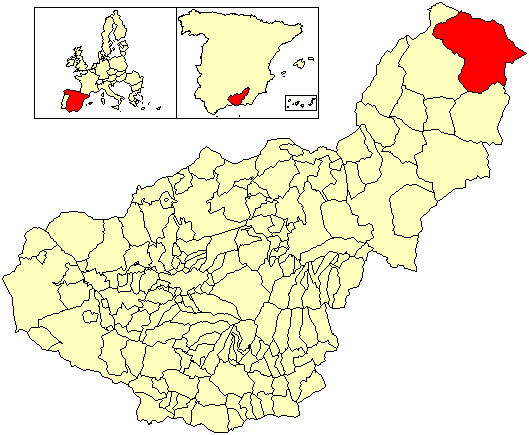
Extensión del municipio en la provincia de Granada

### Situación
Integrado en la comarca de Huéscar, se encuentra situado a 131 kilómetros de Murcia, a 166 de la capital provincial, a 193 de Albacete, a 209 de Almería y a 221 de Jaén. Se asienta a los pies de la sierra de La Sagra, en la ladera del monte denominado El Calar, junto al cruce de la carretera entre Caravaca y Huéscar con la carretera entre Beas de Segura y Vélez-Rubio, pasando por Santiago de la Espada. Es el único municipio granadino que tiene límites con tres provincias diferentes.
| Noroeste: Huéscar | Norte: Nerpio (AB), Moratalla (MU) y Caravaca de la Cruz (MU) | Nordeste: Caravaca de la Cruz (MU)                             |
| Oeste: Huéscar    |                                                               | Este: Caravaca de la Cruz (MU), Vélez-Blanco (AL) y María (AL) |
| Suroeste: Huéscar | Sur: Orce                                                     | Sureste: Orce y María (AL)                                     |

## Demografía
La Puebla de Don Fadrique cuenta con una población de 2202 habitantes (INE 2024), que se distribuyen de la siguiente manera:
| Unidad poblacional     | Hab. |
| ---------------------- | ---- |
| Puebla de Don Fadrique | 1928 |
| Almaciles              | 221  |
| diseminado             | 89   |
| TOTAL                  | 2238 |

### Evolución de la población
| Gráfica de evolución demográfica de Puebla de Don Fadrique entre 1842 y 2021                                        |
| |
| Población de derecho según los censos de población del INE Población de hecho según los censos de población del INE |

## Economía

### Evolución de la deuda viva municipal
| Gráfica de evolución de deuda viva del Ayuntamiento de Puebla de D.F. entre 2008 y 2019                           |
| |
| Deuda viva del Ayto. de Puebla de Don F. en miles de euros según datos del Ministerio de Hacienda y Ad. Públicas. |

## Administración y política
Los resultados en la Puebla de Don Fadrique de las últimas elecciones municipales, celebradas en mayo de 2023, son:
| Elecciones Municipales - Puebla de Don Fadrique (2023) | Elecciones Municipales - Puebla de Don Fadrique (2023) | Elecciones Municipales - Puebla de Don Fadrique (2023) | Elecciones Municipales - Puebla de Don Fadrique (2023) | Elecciones Municipales - Puebla de Don Fadrique (2023) |
| Partido político                                       | Partido político                                       | Votos                                                  | Votos                                                  | Concejales                                             |
| ------------------------------------------------------ | ------------------------------------------------------ | ------------------------------------------------------ | ------------------------------------------------------ | ------------------------------------------------------ |
|                                                        | Partido Popular (PP)                                   | 731                                                    | 62,26 %                                                | 8                                                      |
|                                                        | Partido Socialista Obrero Español (PSOE)               | 227                                                    | 19,33 %                                                | 2                                                      |
|                                                        | Podemos-Alianza Verde (PODEMOS-AV)                     | 124                                                    | 10,56 %                                                | 1                                                      |
|                                                        | Ciudadanos-Partido de la Ciudadanía (Cs)               | 81                                                     | 6,89 %                                                 | 0                                                      |

## Comunicaciones

### Carreteras
Las principales vías de comunicación que transcurren por el municipio son:
| Identificador | Denominación                          | Itinerario                        |
| ------------- | ------------------------------------- | --------------------------------- |
| A-317         | De La Puerta de Segura a Vélez-Rubio  | La Puerta de Segura - Vélez-Rubio |
| A-330         | De Cúllar a Caravaca                  | Cúllar - L.P. Murcia              |
| GR-9100       | De A-4301 a la Puebla de Don Fadrique | A-4301 - Puebla de Don Fadrique   |

Algunas distancias entre la Puebla de Don Fadrique y otras ciudades:
| Ciudades | Distancia (km) | Ciudades  | Distancia (km) | Ciudades | Distancia (km) | Ciudades  | Distancia (km) |
| -------- | -------------- | --------- | -------------- | -------- | -------------- | --------- | -------------- |
| Huéscar  | 23             | Granada   | 166            | Jaén     | 221            | Sevilla   | 411            |
| Caravaca | 58             | Cartagena | 167            | Málaga   | 288            | Madrid    | 446            |
| Baza     | 71             | Albacete  | 193            | Valencia | 292            | Zaragoza  | 599            |
| Murcia   | 131            | Almería   | 209            | Córdoba  | 331            | Barcelona | 637            |

## Servicios públicos

### Sanidad
El municipio cuenta con dos consultorios médicos de atención primaria situados uno en la calle Escuelas, n.º 9, de la Puebla de Don Fadrique, y el otro en la calle Huéscar, s/n, de Almaciles, dependientes todos ellos del Área de Gestión Sanitaria Nordeste de Granada. El servicio de urgencias está en el centro de salud de Huéscar y el área hospitalaria de referencia es el Hospital de Baza.

### Educación
Los centros educativos que hay en el municipio son:
| Denominación genérica                    | Nombre del centro            | Naturaleza | Dirección                    |
| ---------------------------------------- | ---------------------------- | ---------- | ---------------------------- |
| Centro de educación de adultos           | SEPER Puebla de Don Fadrique | Público    | C/ Duque de Alba, 6          |
| Escuela infantil                         | EI Puebla de Don Fadrique    | Público    | Pl. Cristo Rey, s/n          |
| Colegio de educación infantil y primaria | CEIP Ramón y Cajal           | Público    | C/ Escuelas, s/n             |
| Colegio de educación infantil y primaria | CEIP San Isidro              | Público    | C/ Escuelas, s/n (Almaciles) |

## Cultura

### Patrimonio
Entre los monumentos poblatos destaca la iglesia de Santa María de la Quinta Angustia, construida en el siglo XVI. Tiene un ábside con decoración de estilo gótico. Es de planta basilical con cuerpo de tres naves separadas por pilares dóricos. La torre consta de tres cuerpos y un campanario. Tiene dos portadas laterales, una de estilo renacentista y otra con un relieve del Descendimiento de la Cruz.

### Patrimonio inmaterial
Las Santas
En la Puebla de Don Fadrique se celebran con intensa actividad las fiestas de sus patronas, las santas niñas Alodía y Nunilón que, según la tradición, de padre moro y madre cristiana, murieron mártires por preservar su fe cristiana.
La romería de Las Santas reúne diversas celebraciones de carácter religioso y lúdico. Cabe destacar el Novenario a las patronas y la misa. En cuanto a los actos lúdicos y culturales, es típica la marcha en bicicleta, los talleres infantiles, las verbenas populares y la degustación de cerveza y paellas.

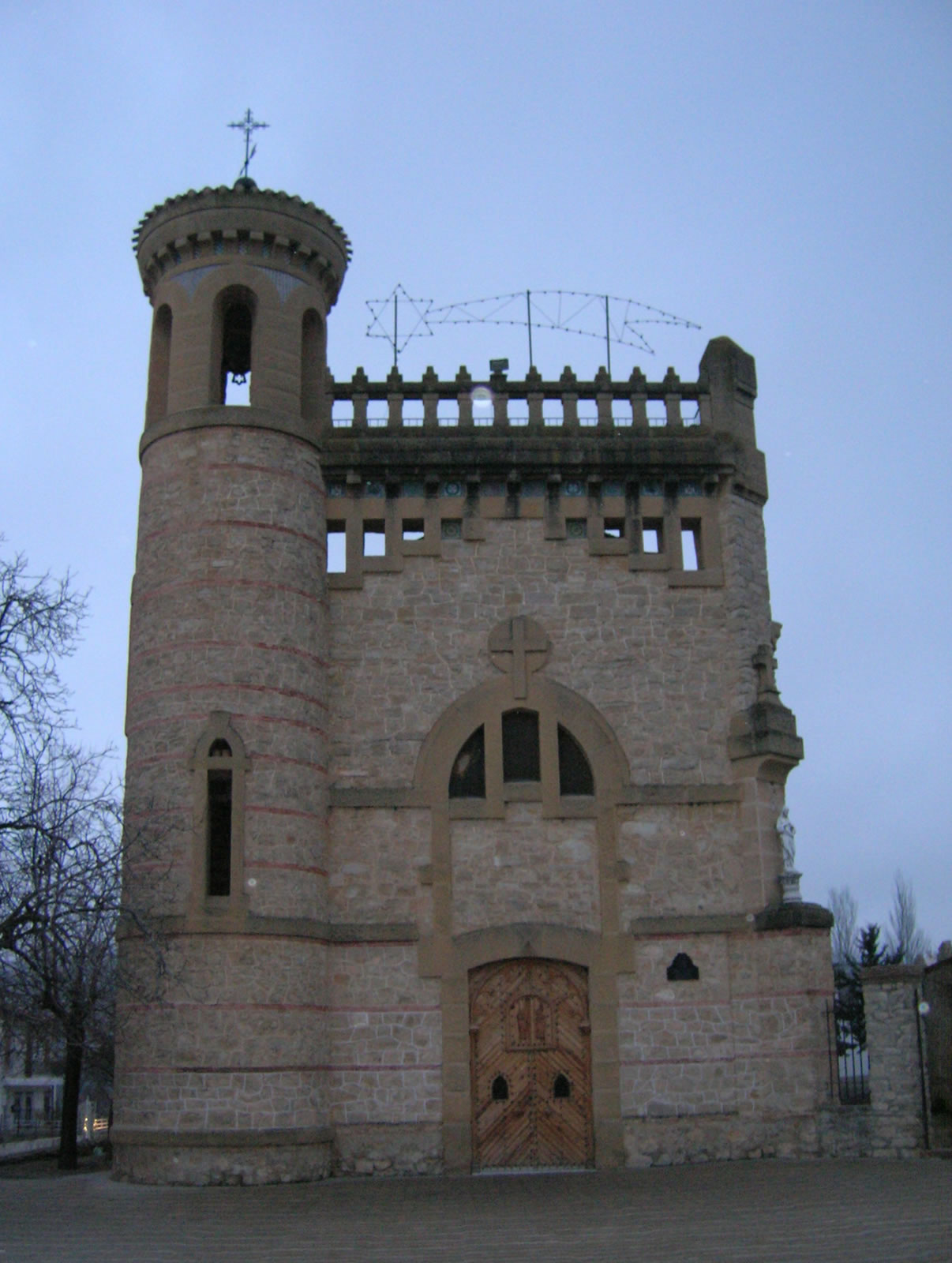
Ermita de la Santa, en la Puebla de Don Fadrique

Fiestas de las Ánimas y Cascaborras
Consideradas de gran valor antropológico, tanto por su antigüedad como por su idiosincrasia musical y folklórica, con claras reminiscencias navarro-aragonesas aportadas por los repobladores del siglo XV, las fiestas de La Puebla, aunque dedicadas a la Virgen del Carmen, se celebran bajo la advocación de las Ánimas Benditas y coincidiendo con las fechas navideñas, desde la Nochebuena hasta el 29 de diciembre, siendo su momento culminante el Día de los Inocentes, festividad de las Ánimas Benditas.
Sus protagonistas principales son los miembros de la cuadrilla de Ánimas, fundada para sufragar las misas que por ellas se ofician en el pueblo todos los domingos y festivos del año, y los cascaborras, herederos de la antigua guardia encargada de controlar a los moriscos. Estos toman su nombre del instrumento que portan, la cascaborra, compuesta por un palo del que pende un badajo de piel relleno de borra, con lo que amenazan al personal para obtener limosnas para las Ánimas. Además está el grupo de los Inocentes, formado por dos alcaldes y dos ministros del tiempo de la ocupación francesa. Todos ellos, acompañados de los músicos y con la Virgen del Carmen como bandera, recorren el pueblo de madrugada despertando a los vecinos y pidiendo limosnas para las Ánimas.
El mismo objetivo tiene también la danza de las Ánimas, que se baila ante la ermita del Santo Ángel y en la que, dando dinero, toda persona tiene derecho a sacar a bailar a quien quiera, sin que nadie se pueda negar a ello. Todo en estas fiestas está encaminado a recaudar fondos para el cuidado del cementerio durante el resto del año.

### Gastronomía
Algunos de los platos típicos son la vianda —receta que introdujeron los colonos navarros— las perdices al chocolate, las migas, ajo de aserradores, andrajos, güeñas, tortas fritas o el ajo arriero. También es de destacar la carne de cordero segureño.

## Medios de comunicación
El pueblo cuenta con una emisora local: Radio Puebla, de titularidad municipal.

## Hermanamiento
- Baler, Filipinas